# جون هارمون
جون هارمون (بالإنجليزية: John Harmon) هو ممثل أمريكي، ولد في 30 يونيو 1905 في الولايات المتحدة، وتوفي في 6 أغسطس 1985 بلوس أنجلوس في الولايات المتحدة.

## أعمال

### أفلام
- (1939) عندما يأتي الغد
- (1945) مغامرة
- (1947) السيد فيردو[2][3]
- (1968) الفتاة المرحة[4]

## وصلات خارجية
- جون هارمون على موقع IMDb (الإنجليزية)
- جون هارمون على موقع ألو سيني (الفرنسية)
- جون هارمون على موقع أول موفي (الإنجليزية)
- جون هارمون على موقع قاعدة بيانات برودواي على الإنترنت (الإنجليزية)
- جون هارمون على موقع قاعدة بيانات الأفلام السويدية (السويدية)
- جون هارمون على موقع قاعدة بيانات الفيلم (الإنجليزية)
- جون هارمون على موقع كينوبويسك (الروسية)